# Jose Fuerte Advincula
Jose Advincula, OP (* 30. března 1952, Dumalag) je filipínský římskokatolický kněz a od 25. března 2021 arcibiskup manilský.

## Život
Dne 25. října 2020 papež František oznámil během modlitby Anděl Páně, že arcibiskupa Advinculu dne 28. listopadu 2020 bude kreovat kardinálem.  Kardinálská kreace proběhla dne 28. listopadu 2020 v bazilice sv. Petra. 